# Scott Wood
Pour les articles homonymes, voir Wood.
Scott Wood, né le 21 juin 1990, à Marion, en Indiana, est un joueur américain de basket-ball. Il évolue au poste d'arrière.

## Palmarès
- Vainqueur du Three-Point Shootout du NBA Development League All-Star Game 2017